# Excalibur Series I
 Excalibur Series I – samochód sportowy klasy kompaktowej produkowany pod amerykańską marką Excalibur w latach 1965–1969.

## Historia i opis modelu

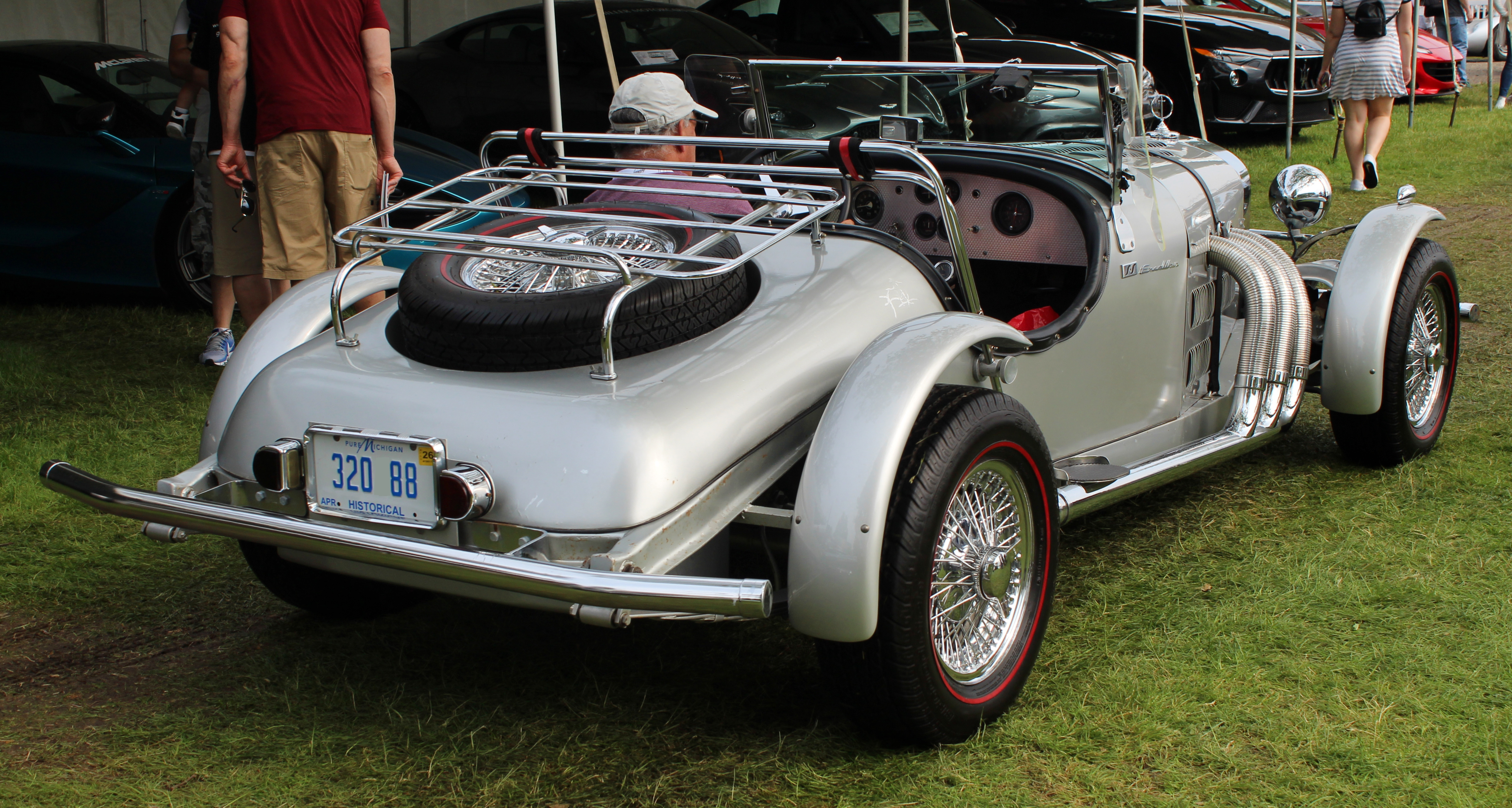
Excalibur Series I - tył

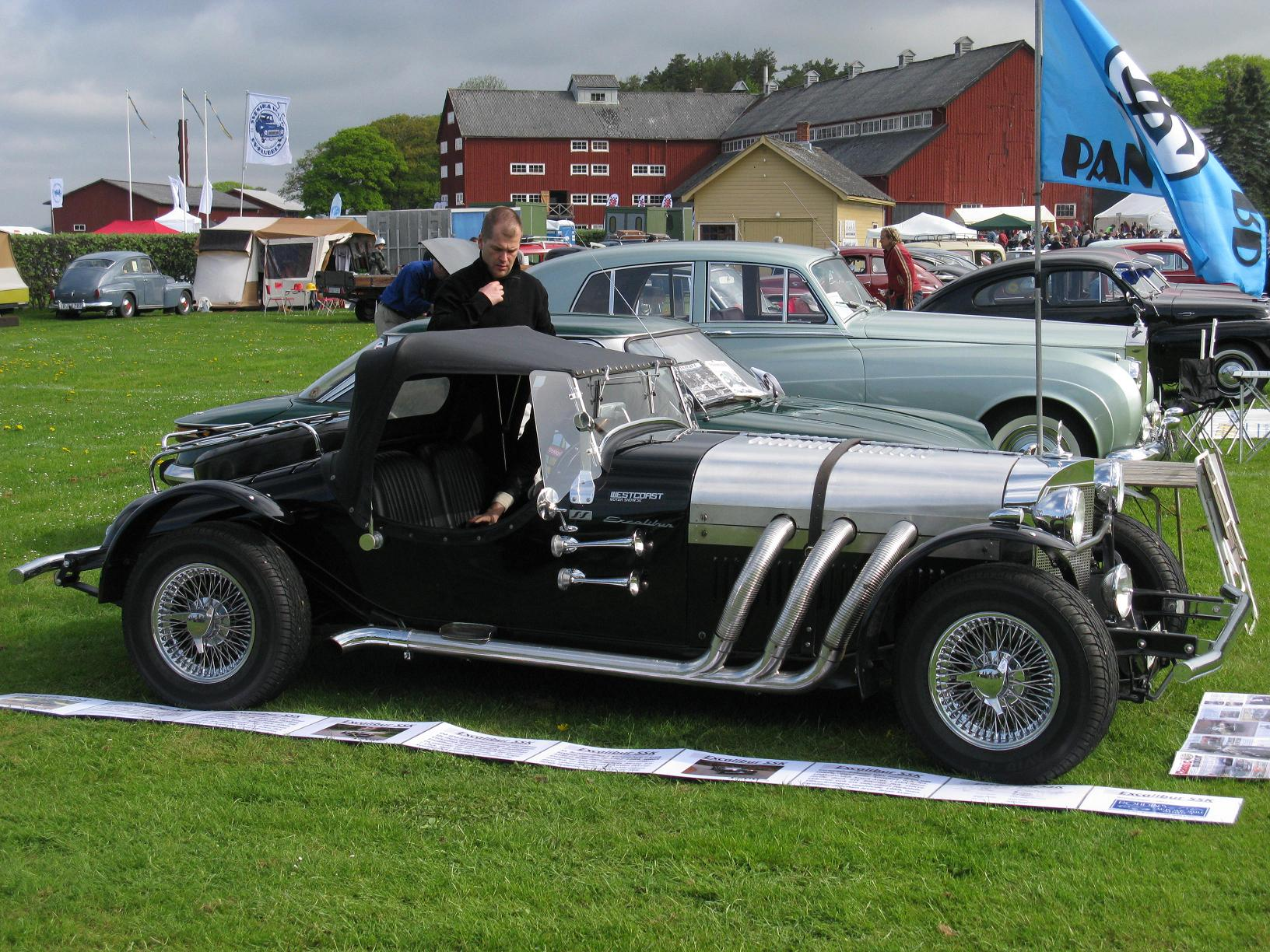
Excalibur Series I - sylwetka

W 1964 roku Studebaker przedstawił prototyp niewielkiego roadstera o nazwie Studebaker SS jak bezpośrednia, neoklasyczna interpretacja przedwojennego Mercedesa-Benza SSK. Amerykański przedsiębiorstwo znajdowało się w schyłkowym okresie istnienia tuż przed bankructwem, przez co nie wdrożyło ono tego pojazdu do produkcji.
Pomysłodawca neoklasycznego roadstera, Brooks Stevens, zdecydował się założyć własne przedsiębiorstwo najpierw pod nazwą SS Automobiles, by szybko przemianować je na Excalibur Automobile. Produkcja pojazdu z powodzeniem rozpoczęła się w sierpniu 1965 roku, wykorzystując początkowo nie tylko platformę, ale i 290-konne 4,9 litrowe V8 konstrukcji Studebakera.  Rok po rozpoczęciu produkcji zdecydowano się zmienić dostawcę jednostki napędowej, przechodząc na większe 5,4 litrowe V8 Chevroleta.

### Sprzedaż
Excalibur Series I był produkowany przez 4 lata w ściśle limitowanej serii, powstając rocznie średnio w liczbie mniej niż 100 egzemplarzy. Łącznie zbudowano 359 egzemplarzy modelu Series I. W 1970 roku do produkcji trafił następca, wyraźnie większy model Series.

### Silniki
- V8 4.9l
- V8 5.4l